# Salvelinus gracillimus
Salvelinus gracillimus är en fiskart som beskrevs av Regan, 1909. Salvelinus gracillimus ingår i släktet Salvelinus och familjen laxfiskar. Inga underarter finns listade i Catalogue of Life.
Denna fisk förekommer endemisk i sjön Loch Girlsta på Shetlandsöarna. För ett fynd i en av sjöarna i norra Skottland med namnet Loch More behövs bekräftelse att det tillhör arten. Det troliga beståndet i Skottland hotas av främmande fiskar som introducerades i regionen. Dessa fiskar användes som levande fiskbete och de har sedan rymd. I norra Skottland infördes dessutom fjällrödingar (Salvelinus alpinus) från Kanada som utgör konkurrenter. IUCN kategoriserar arten globalt som sårbar.